# Adolf Claus

Bensens strukturformel enligt Claus.

Adolf Karl Ludwig Claus, född 6 juni 1838 i Kassel, död 4 maj 1900 i Gut Horheim vid Waldshut, var en tysk kemist. 
Claus blev filosofie doktor under Friedrich Wöhler i Göttingen. Han var från 1866 verksam i Freiburg im Breisgau, där han blev e.o. professor i kemi och kemisk teknologi. Bortsett från hans undersökningar över platinametallerna ligger hans arbeten nästan uteslutande inom organisk kemi, han utförde experimentella undersökningar över bland annat bensen- och kinolinderivat samt alkaloider. Som teoretiker behandlade han många av tidens viktiga frågor, ofta starkt polemiskt. Han skrev bland annat Theoretische Betrachtungen und deren Anwendung zur Systematik der organischen Chemie (1866), i vlken han uppställer sin bensenformel, den så kallade diagonalformeln.